# Estelle Cruijff
Estelle Cruijff (Amsterdam, 29 juni 1978) is een Nederlands socialite. Ze is onder meer actief (geweest) als actrice, presentatrice, model en modeontwerpster. Ze vindt de term socialite verschrikkelijk en ze zou zichzelf door de verschillende activiteiten eerder als entrepreneur omschrijven.
Estelle is een dochter van Henny Cruijff, de broer van oud-voetballer Johan Cruijff. Ze werd bekend toen ze op 3 juni 2000 op 21-jarige leeftijd trouwde met Ruud Gullit. Samen kregen ze een dochter en een zoon. Hun zoon Maxim speelt professioneel voetbal. In juni 2012 maakte Gullit wereldkundig dat hij echtscheiding had aangevraagd. De echtscheiding was in mei 2013 een feit. Na de breuk had Cruijff een relatie met kickbokser Badr Hari.
Verdere bekendheid verkreeg Estelle Cruijff met kleine rolletjes in de films Vet Hard en Ellis in Glamourland en optredens in tv-programma's als Wat vindt Nederland?, Life4You, RTL Boulevard, De Jongens tegen de Meisjes, Waar is De Mol? en De TV Kantine. In 2003 won ze een Beau Monde Style Award. In 2017 deed ze mee aan Het perfecte plaatje, dat ze ook wist te winnen. In 2018 presenteerde ze samen met Gordon het programma Gordon & Estelle: Weg Ermee! op RTL 4. In 2023 deed Cruijff samen met Jaimie Vaes mee aan het programma Het Jachtseizoen.
In het voorjaar van 2024 was Cruijff te zien in de bioscoopfilm Scotoe.
In 2025 deed Cruijff mee aan het vijfde seizoen van het televisieprogramma De Verraders bij RTL 4 als getrouwe.

### Bestseller 60
| Boeken met noteringen in de Nederlandse Bestseller 60 | Jaar van verschijnen | Datum van binnenkomst | Hoogste positie | Aantal weken | Opmerkingen |
| ----------------------------------------------------- | -------------------- | --------------------- | --------------- | ------------ | ----------- |
| Poetsen met Estelle                                   | 2024                 | 18-12-2024            | 50              | 1            |             |